# Fabryka Broni Łucznik

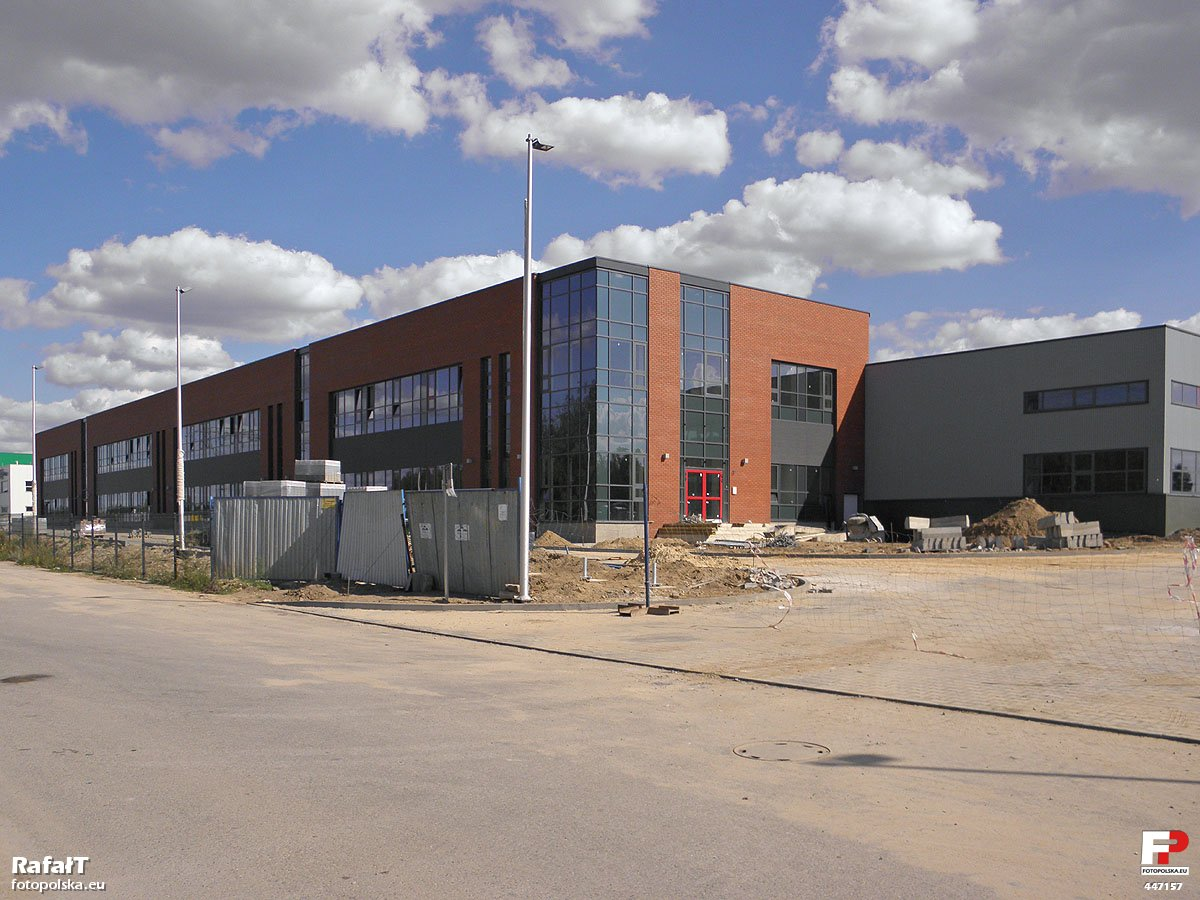
Neubau von 2013

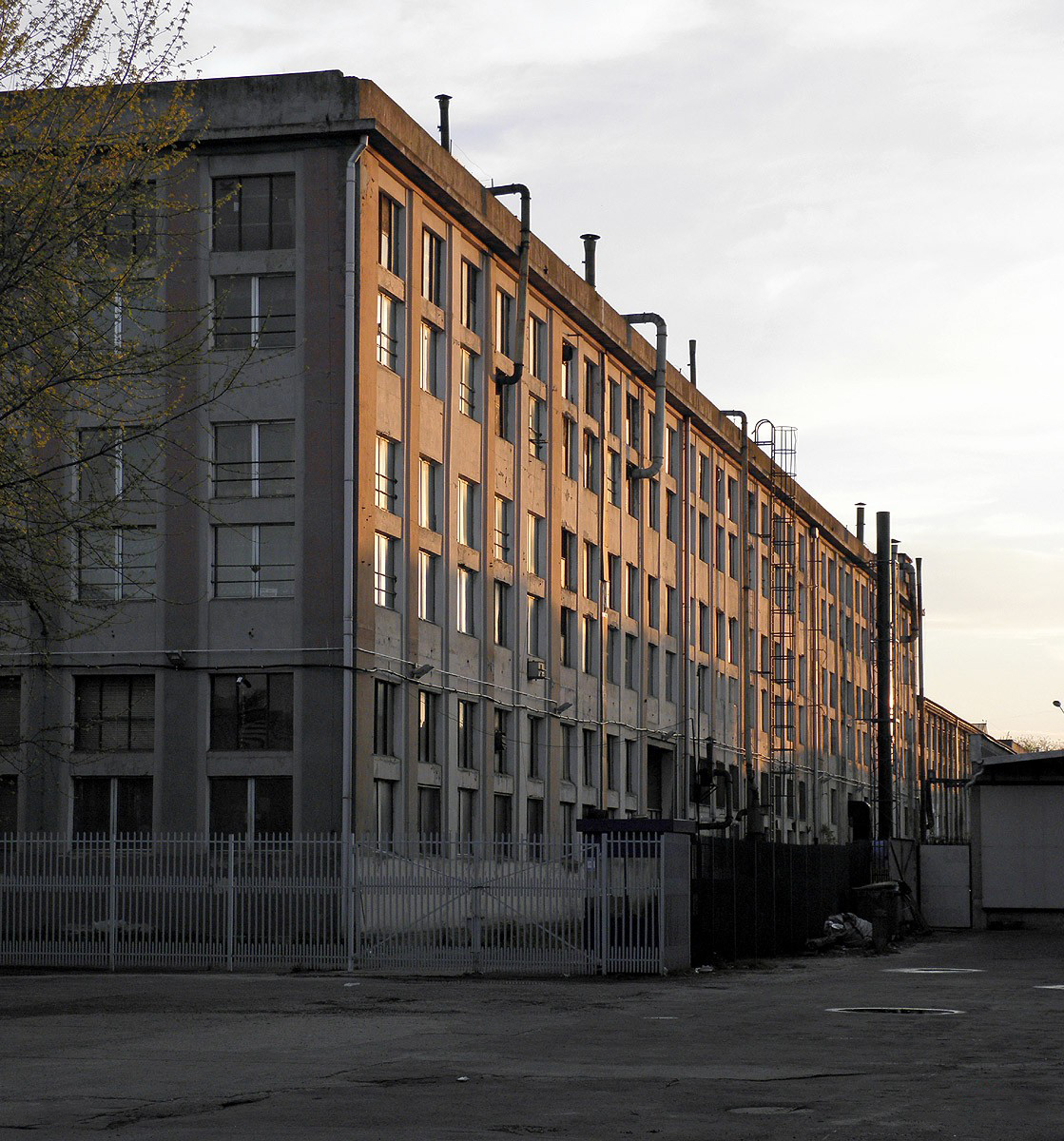
Altbau von 1925

Die Fabryka Broni „Łucznik“ ist ein polnischer Waffenhersteller in der Großstadt Radom. Das damals staatliche Unternehmen wurde 1922 gegründet und fünf Jahre später als Fabryka Broni privatisiert. Die Produktion der Fahrradmarke Łucznik (Bogenschütze) wurde 1929 aufgenommen. Als Zakłady Metalowe im. gen. „Waltera“ stellte das Unternehmen nach 1951 auch Näh- und Schreibmaschinen her. Vor der Insolvenz der Zakłady Metalowe „Łucznik“ wurde 2000 die Fabryka Broni „Łucznik“ ausgegründet. Nähmaschinen der Marke Łucznik werden seitdem in Breslau produziert.

## Geschichte
Der Zentralvorstand der staatlichen Rüstungsfabriken entschied 1922 eine Waffenfabrik in Radom zu errichten. Für den Bau der Fabrik wurden mehr als 19 Hektar Land auf dem Gelände des Bauernhofs Mariackie bereitgestellt. Die Eisenbahnlinie Radom–Kielce lag in der Nähe und es bestand ein Anschlussgleis zum Stahlwerk Lustrzana. Bauleiter und erster Direktor des Werkes war der Ingenieur Andrzej Dowkontt. Sein Stellvertreter war Oberstleutnant Jan Siczek. Für den Entwicklungsplan und den Entwurf der Gebäude war der Architekt Adolf Buraczewski verantwortlich. Das Hauptgebäude der Fabrik wurde 1925 von der Polnischen Bausparkasse erbaut. Das Werk erhielt einen eigenen Brunnen und einen Wasserturm. Im Jahr 1927 wurden die wichtigsten Arbeiten abgeschlossen.
Nach dem Staatsstreich von Marschall Józef Piłsudski wurde die Fabrik im Mai 1926 privatisiert. Neuer Generaldirektor der Fabryki Broni w Radomiu wurde im April 1927 Kazimierz Ołdakowski. Zwei Jahre später wurde die Produktion der Fahrradmarke Łucznik (Bogenschütze) aufgenommen. Der Maler Władysław Skoczylas lieferte die Vorlage für die grafische Darstellung des Schützen. Die verschiedenen Modelle des Unternehmens waren auch auf dem internationalen Markt (China, Syrien, Chile und Brasilien) erfolgreich und die Produktion konnte von etwa 5.800 Stück 1931 auf 19.000 in 1938 gesteigert werden. Zur zivilen Produktion gehörten auch Lenker für Sokół-Motorräder, Jagdgewehre, Reibahlen, Fallhämmer, Fräs- und Schleifmaschinen.
Durch Ministerbeschluss wurde die Radomer Fabryka Broni in den 1930er Jahren zum einzigen Hersteller von Mauser-Gewehren und Karabinern wz. 29 sowie wz. 98a des Landes. In der Zwischenkriegszeit lieferte die Fabrik etwa 470.000 Gewehre und Karabiner sowie über 30.000 Vis-Pistolen an die polnische Armee. In der zweiten Hälfte der 1930er Jahre wurde der Übergang der Fabrik auf eine Kriegsproduktion simuliert und versucht die Logistik des Unternehmens entsprechend zu verbessern. Nicht alle Pläne konnten bis September 1939 ihren Abschluss finden. Die Zahl der Beschäftigten des Werks wurde von 2500 Anfang der 1930er Jahre auf etwa 3000 im Sommer 1939 gesteigert, darunter waren fast 600 Frauen.
Ołdakowski ließ für die Mitarbeiter eine Siedlung errichten, die zum Kern des späteren Stadtteils Planty wurde. Die Arbeiterwohnungen hatten eine durchschnittliche Fläche von 50 Quadratmetern und verfügten über fließendes Wasser, Strom und Gas. Da ein erheblicher Teil der Werksangehörigen alleinstehende Männer waren, handelte es sich bei einem Großteil der Wohnungen um sogenannte kawalerki mit einer separaten Toilette. Das Volksbad in der Planty durfte auch von Familienangehörigen genutzt werden. Der Werkskindergarten betreute 180 Mädchen und Jungen. Die zusammen mit der Schulleitung geplante Gabriel-Narutowicz-Schule war 1927 die modernste Grundschule der Stadt. Ebenso war das Werk am Bau der Staatlichen Technischen Mittelschule beteiligt. Das Arbeiterkasino an der Kościuszko-Straße umfasste einen Theater- und Kinosaal, eine Turnhalle, eine Bibliothek mit Lesesaal und einen Speisesaal.
An der Narutowicz-Straße wurde ein Sportstadion (später MOSiR-Station) errichtet, das auch eine der wenigen Radrennbahnen des Landes und ein Schwimmbad umfasste. Die Förderung des Radsports diente auch der Produktwerbung. Neben den bekannten Fußballmannschaften und Boxteams des Werksvereins Broń Radom gab es auch die vormilitärische Abteilung der LOPP, deren Wrona im April 1934 ihren Erstflug hatte. Jeder Mitarbeiter war beim Fabrikverein des Polnischen Roten Kreuzes zur Zugehörigkeit verpflichtet.

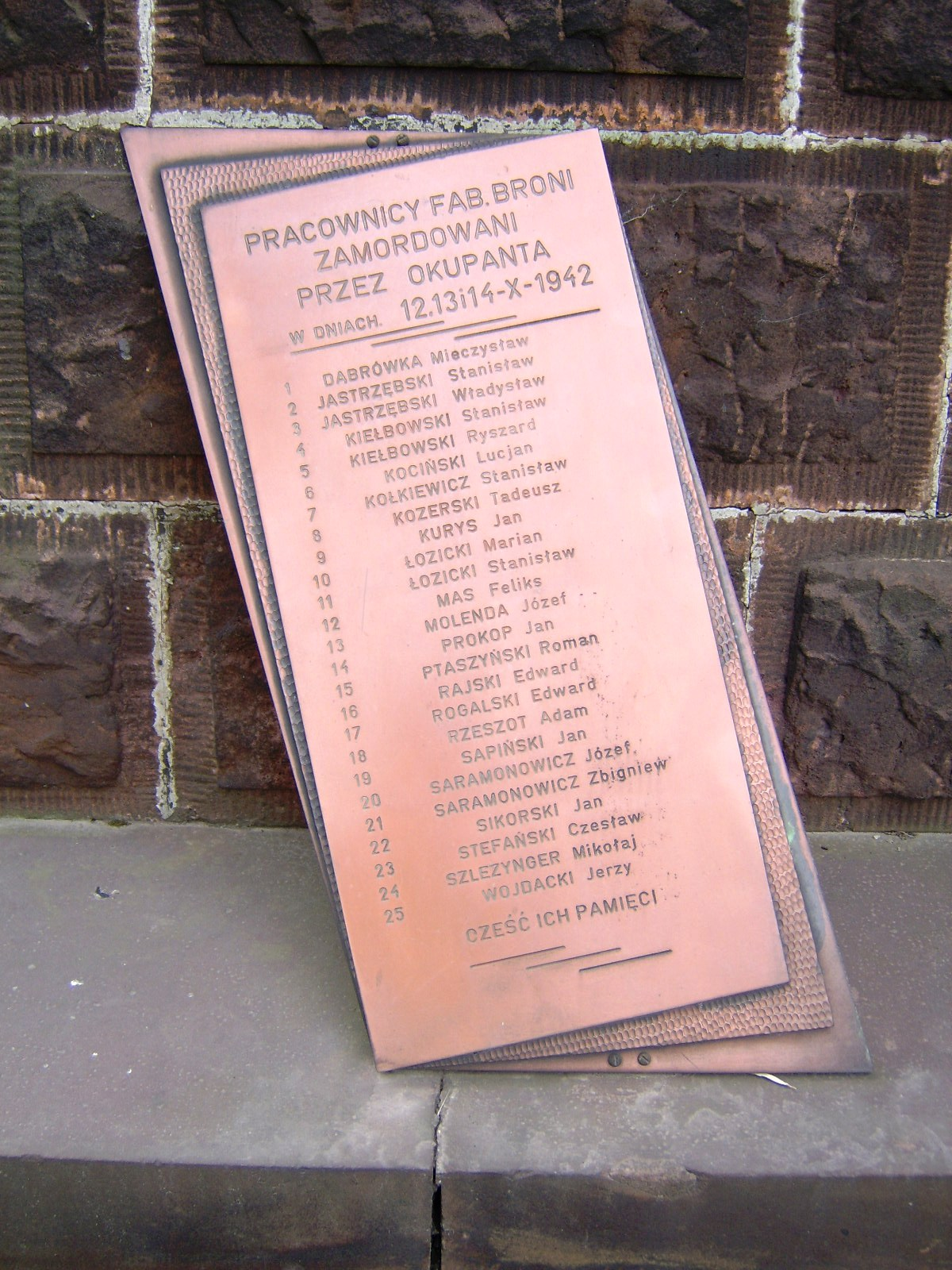
Gedenktafel für 25 Hingerichtete

Der Bau einer neuen Werkshalle für die Fahrradproduktion wurde durch den deutschen Überfall auf Polen verhindert. Das Werk kam unter die Zwangsverwaltung des Konzerns Steyr-Daimler-Puch und produzierte Gewehre für die deutsche Wehrmacht. Im Außenlager des KZ Majdanek in der Szkolnastraße waren bis zu 2900 Gefangene zur Zwangsarbeit verpflichtet. Den Todesmarsch bei der Evakuierung im Juli 1944 überlebten nur wenige. Am 14. Oktober 1942 hatten die Nazis 15 Mitarbeiter der Fabrik erschossen. Bei früheren Hinrichtungen wurden weitere zehn Mitarbeiter hingerichtet. Sie hatten Waffen für den polnischen Widerstand aus der Fabrik geschmuggelt.

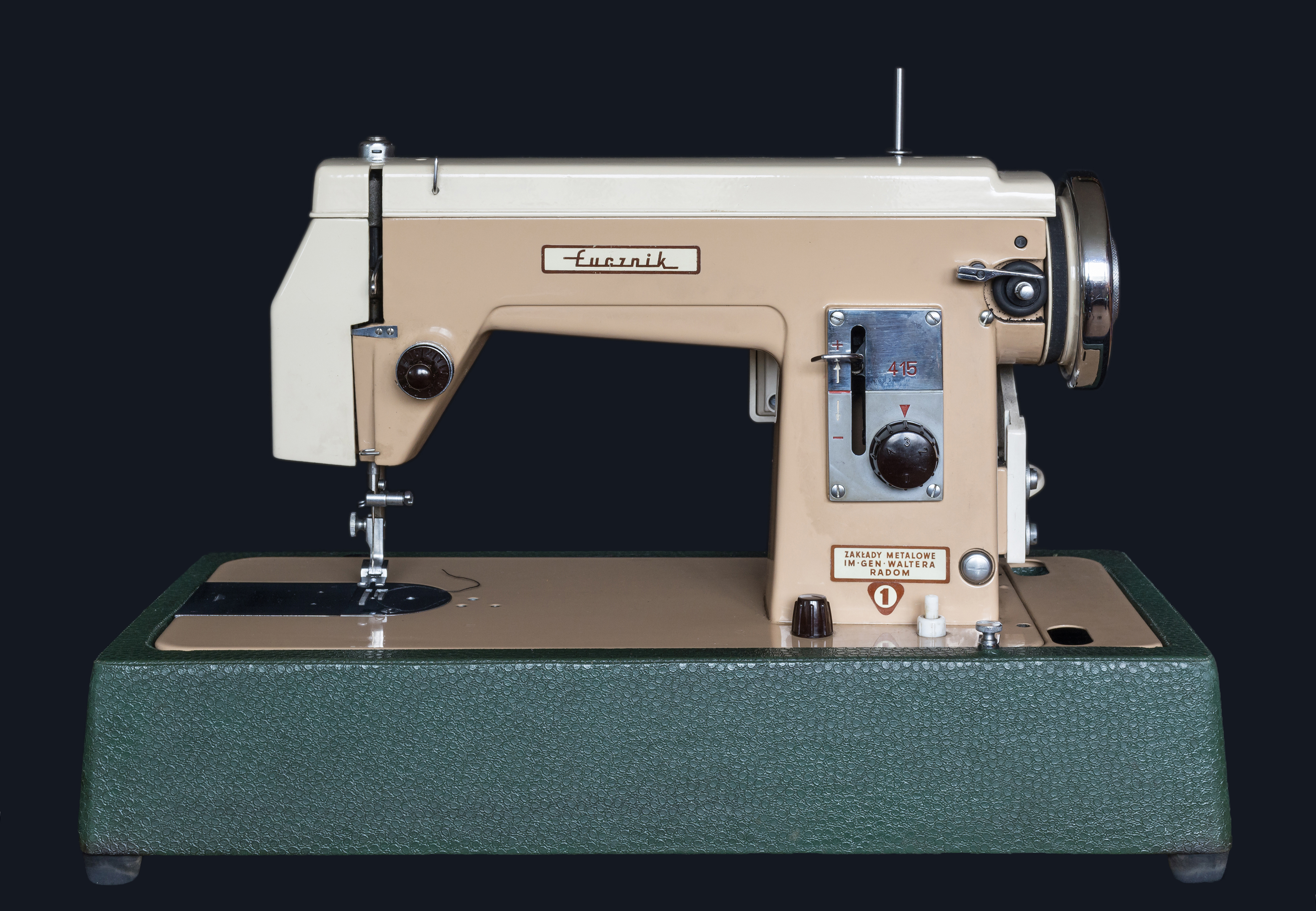
Łucznik-Nähmaschine der Zakłady Metalowe im. gen. „Waltera“

Nach dem Krieg produzierte das Werk in Radom weiterhin Waffen, beispielsweise die Maschinenpistolen PPS wz. 43 und 52. Gleichzeitig wurde mit Łucznik-Nähmaschinen die zivile Produktion aufgenommen. Daneben wurden Autowerkzeuge und Teile für Fahrräder sowie Haushaltsgeräte hergestellt. Das Unternehmen firmierte ab 1951 als Zakłady Metalowe im. gen. „Waltera“. Namensgeber war der polnische Rotarmist Karol Świerczewski („General Walter“). Im Jahr 1969 wurde die Herstellung von Schreibmaschinen aufgenommen. Bis 1990 wurden insgesamt neun Millionen Nähmaschinen produziert. In den 1970er Jahren wurden die Werke durch Neubauten erweitert und Zweigwerke in Gołębowo und Zwoleń gegründet. Insgesamt waren bis zu 11.000 Mitarbeiter beschäftigt und das Hauptwerk war einer der wichtigsten Arbeitgeber in Radom.
Nach dem Systemwechsel in Polen wurde die Lage des seit November 1990 als Zakłady Metalowe „Łucznik“ firmierenden Unternehmens durch Ausfuhrbeschränkungen oder Waffenembargos für Krisenstaaten und verlorene Ausschreibungen kritisch. Mit dem fortschreitenden Zerfall der Sowjetunion brachen Märkte weg und das polnische Militär erhielt Importwaffen nach dem Standard der NATO. Fachleute gingen in den Vorruhestand und die Unterstützung des Sportvereins Broń Radom wurde eingestellt. Hinzu kam ein Skandal um den AKMS-Karabiner, den westliche Geheimdienste initiiert hatten, um polnische Konkurrenz auf dem Waffenmarkt auszuschalten. Kooperationen im Nähmaschinenbereich mit Dürkopp Adler und belarussischen sowie ukrainischen Unternehmen scheiterten.

Mit neuen Entwicklungen konzentrierten sich die Zakłady Metalowe „Łucznik“ Ende der 1990er Jahre auf Waffen, während das im Juni 1999 gegründete Zakład Maszyn do Szycia „Łucznik“ die Nähmaschinenproduktion übernahm. Daneben wurden weitere Unternehmen ausgegründet, die Servicefunktionen übernahmen. Die Insolvenz der Muttergesellschaft wurde am 13. November 2000 bekannt gegeben. Die am 30. Juni 2000 gegründete Fabryka Broni „Łucznik“ in Radom wurde zwei Jahre später mit elf anderen Werken Teil der Bumar-Holding. Das moderne Werk wurde im Juli 2014 eröffnet. Gefertigt werden Standardwaffen für die polnische Armee sowie Pistolen für Soldaten, Polizeibeamte, Gefängnispersonal und Grenzschutz. Hinzu kommen Waffen für den zivilen Bereich, beispielsweise für Trainings- und Sportzwecke. Die Nähmaschinenproduktion in Radom wurde dagegen eingestellt und unter der Marke Łucznik von ASPA Electro in Breslau weitergeführt.

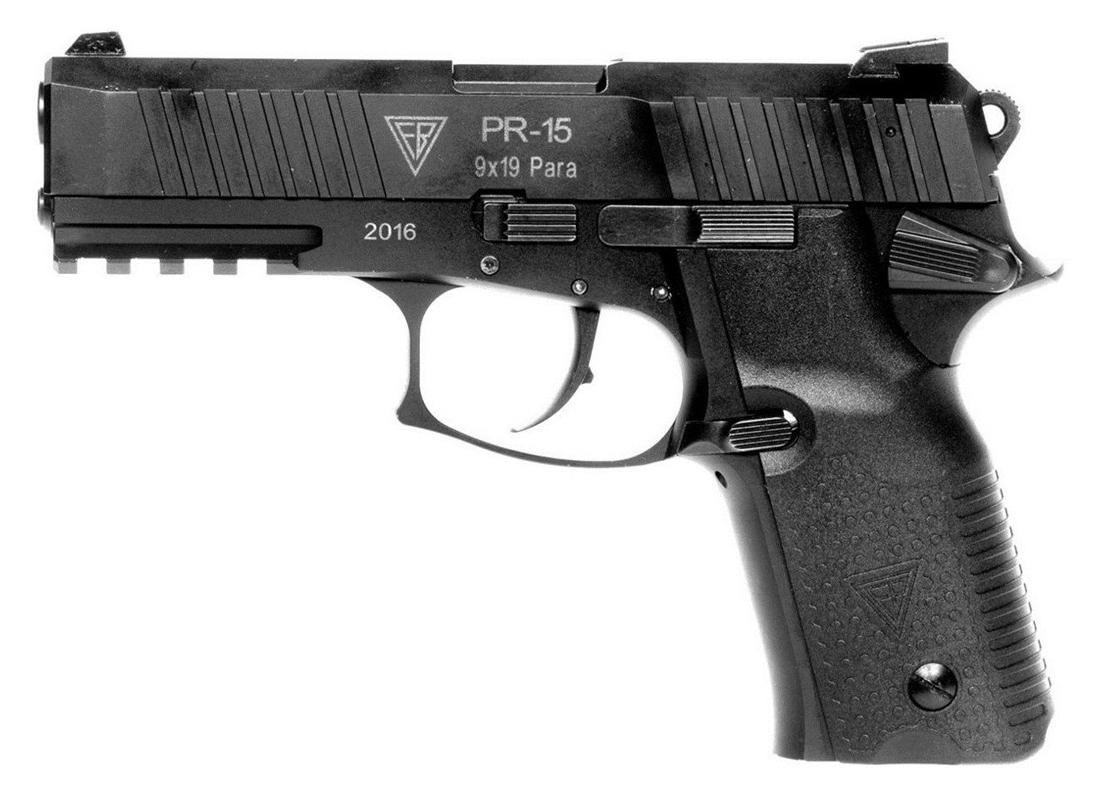
VIS 100
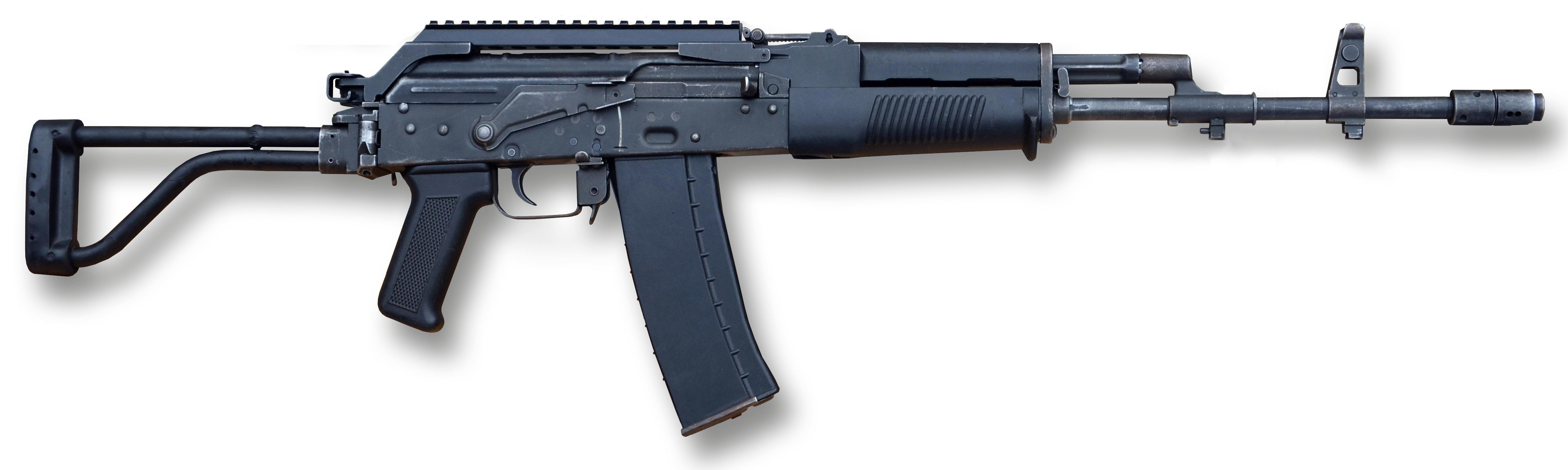
Kbs wz. 1996 Beryl
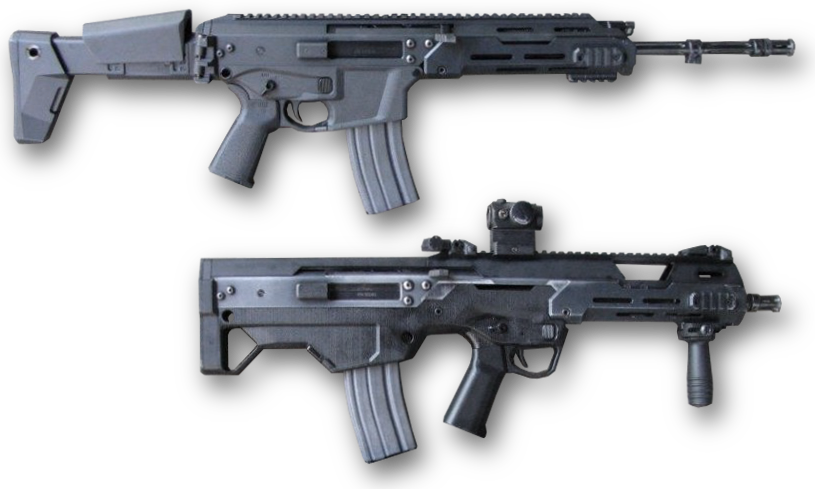
FB MSBS Grot

## Gedenken
Auf dem ehemaligen Werksgelände bestehen mehrere Denkmale für die im Zweiten Weltkrieg getöteten Mitarbeiter. Der Stadtrat entschied im Herbst 2010 den nach „General Walter“ benannten Platz mit der Skulptur des Łucznik in Plac Kazimierza Ołdakowskiego umzubenennen. Er war ein Teil des Parks, den Ołdakowski vor dem Werk anlegen ließ.